# Bror Mellberg
Bror Mellberg (9 de novembro de 1923 - 8 de setembro de 2004) foi um futebolista sueco. Ele competiu na Copa do Mundo FIFA de 1950, sediada no Brasil, na qual a seleção de seu país terminou na terceira colocação.